# Ekskomunika

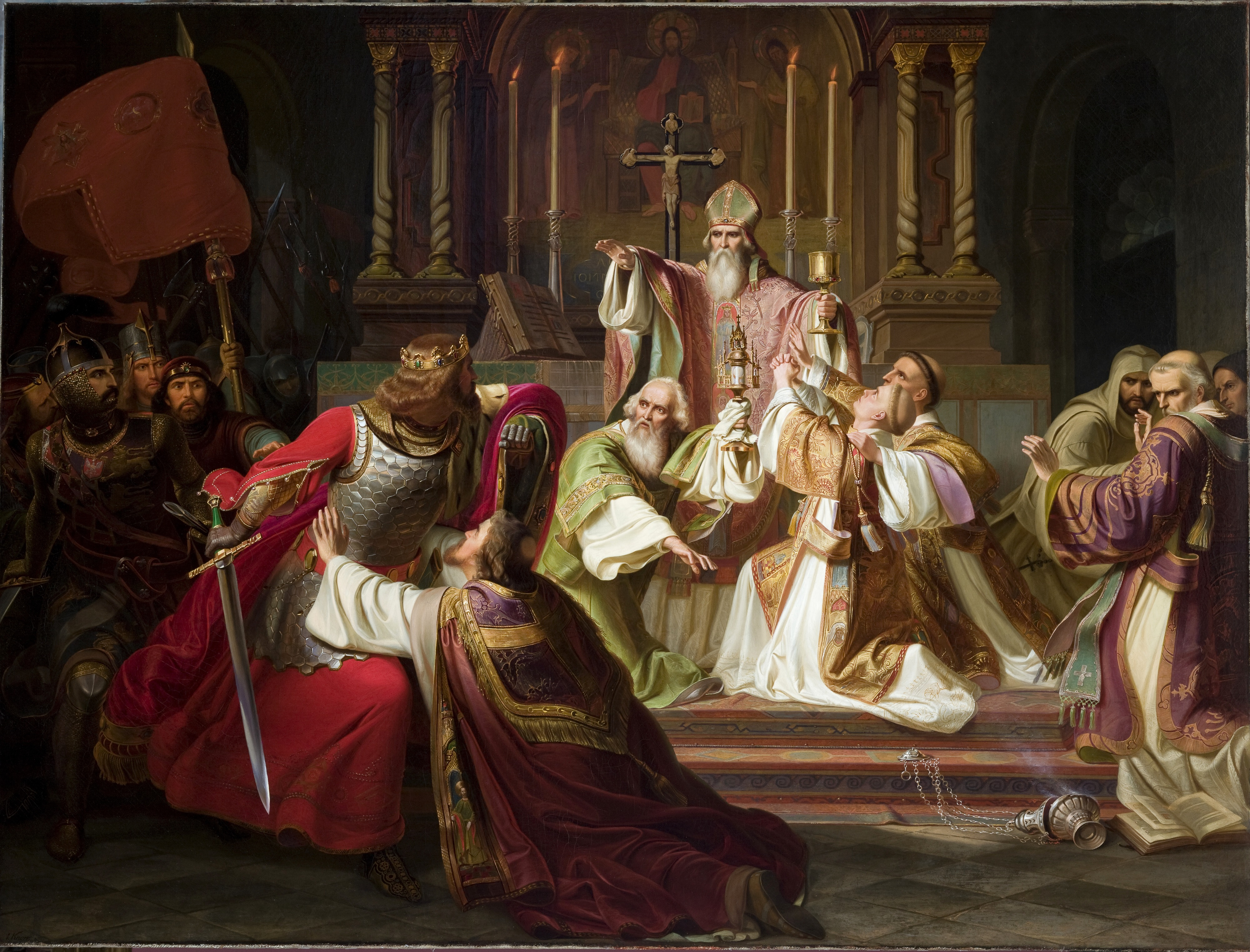
Biskup Stanisław Szczepanowski rzucający klątwę na króla Bolesława Śmiałego, obraz Juliusza Knoora z ok. 1840 roku

Ekskomunika (z łac. excommunicatio – poza wspólnotą, wyłączenie ze wspólnoty, pot. klątwa, wyklęcie i anatema) – w chrześcijaństwie najwyższa kara kościelna, polegająca na wykluczeniu z życia Kościoła.

## Ekskomunika a anatema
Termin anatema pochodzi od greckiego słowa ανάθεμα (greka klasyczna: ανάθημα), odpowiadającego hebrajskiemu cherem, czyli „klątwa”. 

### Podejście biblijne
W Starym Testamencie cherem może oznaczać:
1. poświęcenie Bogu łupów zdobytych w świętej wojnie (Joz 6-7)
2. poświęcenie Bogu jakiejkolwiek rzeczy jako wotum, bez możliwości wykupienia lub zastąpienia jej czymś innym (Kpł 27,28-29)
3. karę wymierzaną w przypadku bałwochwalstwa (Pwt 13,13-19).

W Nowym Testamencie podejmowane i rozwijane jest trzecie znaczenie anatemy:
- w stosunku do fałszowania prawd wiary (1 Kor 16,22; Ga 1,8n)
- w sprawie braci, którzy są w błędzie, może być stosowana dopiero jako ostateczność, po nieudanych próbach wyprowadzenia ich z błędu (Mt 18,15n; 1 Kor 5; 2 Kor 2,6-11)
- anatema uważana jest zawsze jako sankcja czasowa, której zadaniem jest przywrócenie błądzącego do jedności ze wspólnotą Kościoła (1 Kor 5,5; 1 Tm 1,20).

### Późniejsze czasy
W czasach ojców Kościoła anatemę ogłaszano publicznie na synodach lub soborach powszechnych w odniesieniu do osób i grup wyznających wiarę w sposób uznany przez Kościół za heterodoksalny. Oznaczała ona usunięcie z Kościoła, równoznaczne z utratą prawa do używania nazwy „chrześcijański” czy wspólnoty. W późniejszym okresie słowo to stosowano jako formułę dogmatyczną na określenie poglądów uznanych za herezję.
W Dekrecie Gracjana, wydanym w około 1140 roku, rozróżniono anatemę i ekskomunikę. Anatema była uroczyście ogłaszaną karą przez biskupa, którą rozumiano jako odłączenie od Kościoła, wykluczenie z Królestwa Bożego i potępienie. Z kolei ekskomunika pozbawiała współuczestnictwa z wiernymi. Gdy po nałożeniu ekskomuniki wierny nie zmienił swojego zachowania, była nakładana anatema. Obie kary mogły być zdjęte.
W wydanych w 1234 roku Dekretałach Grzegorza IX pojęcie ekskomuniki i anatemy zostało zrównane. Według Grzegorza IX anatema jest uroczystym nałożeniem ekskomuniki przez biskupa, przy jednoczesnym stwierdzeniu braku poprawy, a pojęcie ekskomunika oznacza wymierzenie ekskomuniki większej (ferendae sententiae).
Rozróżnienia między ekskomuniką a anatemą nie wprowadził również Sobór trydencki, który posługiwał się tymi terminami na określenie kary wyłączającej ze współuczestnictwa z wiernymi.
Wprowadzony w 1917 roku kodeks prawa kanonicznego w kanonie 2257 § 1 określił ekskomunikę jako "cenzurę, która wyłączała ochrzczonego ze wspólnoty wiernych i sprowadzała skutki określone prawem", natomiast terminem anatema posługiwał się w przypadku, gdy chodziło o ekskomunikę wymierzoną według przepisów Pontyfikału Rzymskiego.

## Podstawa biblijna
Podstawą ekskomuniki jako wykluczenia ze wspólnoty i konsekwencji z tym związanych jest przekaz biblijny, według którego Jezus przedstawia sposób postępowania przy wzajemnym upominaniu. Brak właściwej reakcji na upomnienie pociąga za sobą wiążącą konsekwencję wykluczenia.

Jeżeli twój brat zgrzeszy przeciw tobie, idź i upomnij go w cztery oczy. Jeśli cię usłucha, pozyskasz swego brata. Jeśli cię nie posłucha, weź ze sobą jeszcze jedną lub dwie osoby, niech cała sprawa rozstrzygnie się w oparciu o dwóch lub trzech świadków. Jeżeli ich także nie posłucha, powiedz o tym Kościołowi. A jeśli nawet Kościoła nie posłucha, niech będzie dla ciebie jak poganin i celnik. Zaprawdę, powiadam wam: Wszystko, co zwiążecie na Ziemi, będzie związane w Niebie, a co rozwiążecie na Ziemi, będzie rozwiązane w Niebie.

## Ojcowie Kościoła
Augustyn z Hippony uzasadniał wyłączanie ze społeczności wierzących, jak również niedopuszczanie do niej, w dziełku Wiara i uczynki (413 r.). Jako podstawę, wskazywał władzę „związywania” i „rozwiązywania” przekazaną Kościołowi przez Chrystusa (Mt 18,18). Wynika z niej również to, że w niektórych przypadkach pasterze Kościoła są uprawnieni, by katechumenów nie dopuścić do chrztu lub, już po chrzcie, wyłączyć ze społeczności wierzących:

Pan powiedział... „Cokolwiek zwiążecie na ziemi będzie związane i w niebie, a cokolwiek rozwiążecie na ziemi, będzie rozwiązane i w niebie” (Mt 18,18). Zabrania także dawać świętego psom (Mt 7,6). A Panu nie jest przeciwny Apostoł, gdyż powiada: „Grzeszników napominaj wobec wszystkich, aby inni lękiem byli zdjęci” (1Tm3,20) – jakkolwiek Pan mówi: „Upominaj go w cztery oczy”. Jedno bowiem i drugie należy czynić, jak to wskazuje różnorodność słabości tych ludzi, nad którymi objęliśmy pieczę, nie w celu ich zguby, lecz dla poprawiania ich i uzdrawiania – tylko jednego w jeden sposób, drugiego w inny należy leczyć. Tak zatem uzasadniona jest podstawa do świadomego pobłażania okazywanego złym w Kościele, ale zarazem jest i podstawa do strofowania i karcenia, do niedopuszczenia lub też do wykluczenia z kościelnej społeczności (rozdz. III,4).

## Kościół katolicki
W Kościele katolickim kara kościelna (tzw. cenzura), która pozbawia osobę obłożoną ekskomuniką prawa uczestniczenia w życiu religijnym z powodu ciężkiego przestępstwa wobec jego porządku i nauki. Nie ma charakteru definitywnego.

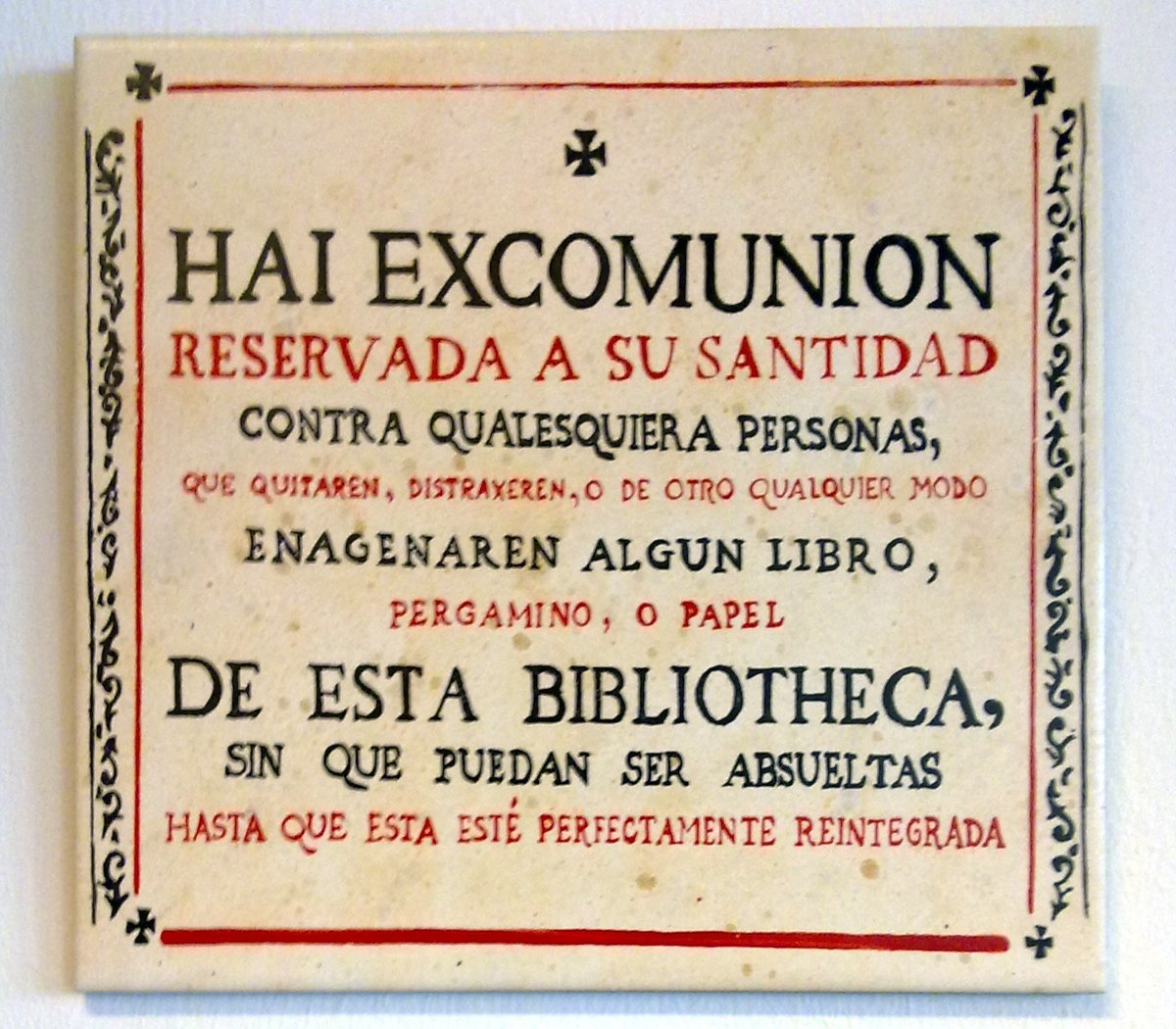
Jego Świątobliwość może ekskomunikować każdą osobę, która usunie, zgubi lub w jakikolwiek inny sposób zniszczy jakąkolwiek książkę, pergamin lub dokument z tej biblioteki [w Salamance], bez możliwości rozgrzeszenia, dopóki te (przedmioty) nie zostaną w pełni zwrócone.

Wyróżnia się excommunicatio latae sententiae – wiążącej mocą samego prawa, która następuje automatycznie po czynie. Przez sam czyn katolik tak bardzo oddala się od Kościoła, że nie może być dalej uważany za jego członka.
W katolickich Kościołach wschodnich nie ma ekskomuniki latae sententiae. Istnieje za to rozróżnienie na ekskomunikę większą i ekskomunikę mniejszą. Pierwsza jest całkowitym zakazem uczestniczenia w życiu religijnym, druga natomiast jest zakazem uczestniczenia w Eucharystii i może być związana również z zakazem wstępu do kościoła.
Ekskomunika grozi za:
1. znieważenie postaci eucharystycznych poprzez porzucenie albo zabieranie lub też przechowywanie w celu świętokradczym (kan. 1382 § 1);
2. użycie siły fizycznej wobec papieża (kan. 1370 § 1) albo jego zabójstwo (kan. 1397 w zw. z kan. 1370 § 1);
3. rozgrzeszenie przez kapłana wspólnika grzechu nieczystości (kan. 1384 w zw. z kan. 977);
4. udzielenie i przyjęcie sakry biskupiej bez zgody papieża (kan. 1387);
5. naruszenie tajemnicy konklawe przez personel pomocniczy (art. 58 Universi Dominici gregis);
6. symonię przy wyborze papieża (art. 78 Universi Dominici gregis), jak również za inne wykroczenia naruszające konklawe: uleganie wpływom zewnętrznym (ibidem, art. 80), zmowy między elektorami (ibidem, art. 81);
7. bezpośrednie naruszenie tajemnicy spowiedzi (kan. 1386 § 1, dodatkowo dekret ogólny Kongregacji Nauki Wiary z 23 września 1988 obwarowuje ekskomuniką rejestrowanie za pomocą środków technicznych spowiedzi prawdziwej lub symulowanej własnej bądź osoby trzeciej i/lub upowszechnianie jej za pośrednictwem środków masowego przekazu[9][10]);
8. usiłowanie udzielenia sakramentu święceń kobiecie i usiłowanie przez kobietę przyjęcia święceń (kan. 1379 § 3);
9. przeprowadzenie lub dobrowolne poddanie się aborcji (kan. 1397 § 2);
10. apostazję (kan. 1364 § 1);
11. herezję (kan. 1364 § 1);
12. schizmę (kan. 1364 § 1).

W pierwszych ośmiu wypadkach z kary może uwolnić tylko Stolica Apostolska. W pozostałych wypadkach chodzi o tzw. kary kościelne niezastrzeżone dla Stolicy Apostolskiej. Oznacza to, że od tej kary może również uwolnić biskup ordynariusz lub upoważnieni prezbiterzy (penitencjarze).
Drugi rodzaj ekskomuniki to ferendae sententiae (nałożona), która jest karą ogłoszoną przez biskupa ordynariusza po przeprowadzonym procesie kanonicznym.
Podobną, ale łagodniejszą karą kościelną do ekskomuniki jest interdykt.

## Kościół prawosławny
W Kościele prawosławnym ekskomunika to odsunięcie członka Kościoła od Eucharystii. Celem zasadniczym ekskomuniki jest nakłonienie ekskomunikowanego do pokuty, aby mógł powrócić do wspólnoty eucharystycznej.
Anatema może być ogłaszana w stosunku do heretyków. Wtedy osoba taka nie jest potępiona przez Kościół, ale raczej pozostawiona sama sobie.

## Kościoły ewangelikalne
W Kościołach ewangelikalnych ekskomunika (wykluczenie) to odsunięcie członka Kościoła od przyjmowania Wieczerzy Pańskiej i pozbawienie możliwości aktywnego uczestnictwa w życiu zborowym. Celem wykluczenia jest doprowadzenie do opamiętania się osoby wykluczonej i w konsekwencji do jej powrotu do wspólnoty.

## Świadkowie Jehowy (usunięcie ze zboru)
U Świadków Jehowy ekskomunika nazywana jest usunięciem ze zboru, a osoba, której to dotyczy, jest określana terminem osoby usuniętej ze zboru. Świadkowie Jehowy traktują identycznie osoby, które  odeszły z ich organizacji (odłączyły się), jak te, które zostały usunięte ze zboru. Informacja o tym, iż ktoś przestaje być Świadkiem Jehowy, zostaje ogłoszona w miejscowym zborze. Zostaje podany komunikat o treści: „(Imię i nazwisko) nie jest już Świadkiem Jehowy” – nie przekazuje się żadnych dodatkowych informacji: czy ktoś wystąpił sam z tego wyznania (odłączył się), czy też został z niego usunięty, ani też przyczyny odłączenia się lub usunięcia ze zboru.
Sprawą o poważnym występku ochrzczonego członka zboru zajmuje się najpierw dwóch wyznaczonych starszych z miejscowego zboru. Jeśli ustalą, że doszło do popełnienia poważnego grzechu, wówczas całe grono starszych wyznacza do zbadania sprawy tzw. komitet starszych, złożony z co najmniej trzech starszych miejscowego zboru. Nawet jeśli ktoś popełnił poważny grzech, nie jest automatycznie usuwany ze zboru, starsi zboru mogą spotkać się z taką osobą więcej razy, dając jej czas na okazanie skruchy. W przypadku stwierdzenia niewłaściwego postępowania członka zboru, jeśli wyrazi on szczerą skruchę za popełniony czyn i chęć poprawy, z reguły kończy się na pouczeniu przez starszych zboru i pozbawieniu go posiadanych przywilejów służby, a czasem także upomnieniu, które w niektórych wypadkach może być podane publicznie w zborze. Usunięty ze zboru ma prawo odwołania się od powziętej decyzji, którą rozpoznaje nowy komitet starszych, złożony z innych starszych. Usunięcie obowiązuje z chwilą publicznego ogłoszenia w zborze. Usunięty ze zboru po pewnym czasie ma prawo do ponownego przyjęcia, które rozpatruje w miarę możliwości to samo grono starszych, które zdecydowało o usunięciu ze zboru (w roku 2024 ponownie przyjęto 65 816 osób). Usunięty może przychodzić na zebrania zborowe do Sali Królestwa, jednak nie może się na nich wypowiadać. Wyznawcy nie mogą z nim utrzymywać kontaktów towarzyskich (usunięty może otrzymać biblijne rady od starszych zboru, by dostosował swe życie do wymagań biblijnych 1 Kor 5:11, okazał skruchę i porzucił złe postępowanie; również inni Świadkowie Jehowy mogą sami zadecydować, czy osobiście zaproszą osobę usuniętą ze zboru na zebrania zborowe). Domownicy, wśród których przebywa usunięty ze zboru, wciąż darzą się normalnymi uczuciami i utrzymują ze sobą stosunki rodzinne. Starsi poinformują osoby, które przestały być Świadkami Jehowy, że chcą się z nią spotkać za kilka miesięcy, by ustalić czy zmieniła nastawienie. Gdy zgodzi się na spotkanie, starsi zachęcą ją do okazania skruchy i powrotu do zboru.
Cel usunięcia ze zboru: osoby trwające w grzechu i nie okazujące skruchy są usuwane ze zboru (1 Kor 5:9–13) z co najmniej trzech powodów:
1) aby imię Jehowy nie było hańbione;
2) aby ochronić zbór przed skalaniem;
3) aby w miarę możliwości pomóc grzesznikowi dojść do skruchy.
Wykroczenia mogące wymagać rozpatrzenia przez komitet starszych:
- niemoralne kontakty seksualne (gr. porneía[24]; Kpł 20:10, 13, 15, 16; Rz 1:24, 26, 27, 32; 1 Kor 6:9, 10; cudzołóstwo, rozpusta, homoseksualizm, sodomia oraz dotyczy wszystkich stosunków płciowych poza obrębem małżeństwa zawartego zgodnie z Biblią);
- krzywdzenie dzieci (zaniedbywanie, przemoc fizyczna, wykorzystywanie seksualne lub emocjonalne znęcanie się nad dzieckiem);
- rażąca nieczystość (gr. akatharsía[25]; 2 Kor 12:21; Gal 5:19; Ef 4:19; dotyczy wszystkiego, co nieczyste w sprawach płciowych, w mowie, w działaniu oraz w kwestiach duchowych, m.in. nawyk oglądania pornografii, używanie wyrobów tytoniowych (palenie, żucie tytoniu, używanie tabaki, palenie papierosów również elektronicznych, zawierających nikotynę lub podobne produkty), zażywanie narkotyków i innych środków uzależniających (np. betel), skrajny brak czystości fizycznej, prowadzenie niemoralnych rozmów (także przez telefon lub za pomocą wiadomości tekstowych)[26]);
- rozpasanie (gr. asélgeia[25][27]; 2 Kor 12:21; Gal 5:19; Ef 4:19; oznacza „rozwiązłość; zepsucie; wyuzdanie; bezwstyd; zuchwalstwo; skandaliczna niegodziwość; lubieżność: zabieganie o czyjeś względy nie mając biblijnego prawa do ponownego małżeństwa);
- pijaństwo (1 Kor 5:11; 6:9, 10);
- obżarstwo (Prz 23:20, 21);
- kradzież (1 Kor 6:9, 10; Ef 4:28);
- rozmyślne, złośliwe kłamstwo, składanie fałszywego świadectwa (Prz 6:16, 19; Kol 3:9; Obj 22:15);
- oszustwo, oszczerstwo, sprzeniewierzenie (Kpł 19:16; Mt 18:15-17);
- rzucanie obelg (1 Kor 6:10);
- wulgarna mowa (Ef 5:3–5; Kol 3:8);
- chciwość, hazard, zdzierstwo (1 Kor 5:10, 11; 6:10; 1 Tym 3:8);
- uchylanie się od utrzymywania rodziny (1 Tym 5:8);
- napady gniewu, stosowanie przemocy, przemoc domowa (Mal 2:16; Gal 5:20; Kol 3:19);
- zabójstwo (w tym nieumyślne, aborcja) (Ps 36:9; Wj 20:13; 21:22, 23);
- odstępstwo (obchodzenie świąt innych religii (Wj 32:4–6; Jer 7:16–19), bałwochwalstwo (1 Kor 6:9, 10; 10:14), udział w praktykach innych religii (w tym współpraca międzywyznaniowa) (2 Kor 6:14–18), rozmyślne propagowanie nauk sprzecznych z wierzeniami Świadków Jehowy (2 Jn 7, 9, 10), wywoływanie podziałów w zborze (Rz 16:17, 18; Tt 3:10, 11), praca związana z popieraniem innych religii, bluźnierstwo (Mr 7:21, 22), spirytyzm i okultyzm (Pwt 18:9–13; 1 Kor 10:21, 22; Gal 5:20, 21), świadome przyjęcie transfuzji lub spożywanie krwi (Dz 15:28, 29; Rdz 9:4–5), brak neutralności politycznej (J 18:36; Mt 26:52; Iz 2:2–4)).